# Dewsbury
Dewsbury – miasto w północnej Anglii (Wielka Brytania), w hrabstwie West Yorkshire, w dystrykcie Kirklees. W 2001 roku miasto liczyło 54 341 mieszkańców.
W mieście rozwinął się przemysł włókienniczy, maszynowy oraz chemiczny.